# Sean McDermott
Sean McDermott (ur. 30 maja 1993 w Kristiansand) – irlandzki piłkarz norweskiego pochodzenia występujący na pozycji bramkarza, zawodnik norweskiego klubu Molde FK.

## Życiorys

### Kariera klubowa
Wychowanek Arsenalu. 
W swojej karierze grał także w takich zespołach jak: Leeds United, Sandnes Ulf, Start, Ullensaker/Kisa IL, Kristiansund BK i FC Dinamo Bukareszt. 
1 marca 2019 podpisał kontrakt z Kristiansund BK. Występował w tym zespole do końca 2023, następnie był zawodnikiem bez klubu. W maju 2024 podpisał kontrakt z Molde FK w związku z kontuzjami bramkarzy w tym klubie.

### Kariera reprezentacyjna
Były młodzieżowy reprezentant Irlandii.